# Colonna di Prusia II
La colonna di Prusia è uno degli ex voto del santuario di Apollo a Delfi, costruito in onore del re Prusia II di Bitinia.

## Costruzione e testimonianze
La colonna di Prusia si trova a nord-est dell'ingresso del tempio di Apollo nel sito archeologico di Delfi. È stato restaurato in situ. Il monumento è stato identificato attraverso un'iscrizione che menziona che era stata consacrata dalla Lega etolica per onorare il re Prusia II di Bitinia, nel nord-ovest dell'Asia Minore: 
A causa di questa iscrizione era anche possibile datare gli ex voto dopo il 182 a.C., quando Prusia II succedette a suo padre, Prusia I, sul trono della Bitinia.

## Descrizione
Il monumento è costituito da una base alta costituita da file di blocchi rettangolari, mentre nella sua parte superiore reca una decorazione in rilievo raffigurante ghirlande e bucrani; la decorazione includeva anche una modanatura bassa con supporti. La sua altezza totale ha raggiunto i 9,70 metri. In cima si ergeva la statua del re Prusia a cavallo. Sulla parte superiore del monumento vi erano file di fessure rettangolari probabilmente legate all'intera composizione, in quanto potrebbero essere state utilizzate per fissare dei motivi floreali, come cerchi, che probabilmente alludevano alla benevolenza del re. Potevano anche contenere lame di bronzo che miravano a proteggere il monumento contro gli uccelli. Il monumento era simile al piedistallo del Monumento a Emilio Paolo, allestito circa 15 anni dopo a sud dell'ingresso del tempio di Apollo, oggi esposto nel Museo Archeologico di Delfi.